# Philip Morris v. Uruguay
L'affaire Philip Morris v. Uruguay est une affaire qui a commencé le 19 février 2010 quand le géant du tabac Philip Morris International a attaqué l'Uruguay devant le Centre international pour le règlement des différends relatifs aux investissements (CIRDI), qui est un tribunal arbitral obligatoire. L'entreprise reproche au pays sa politique anti-tabac qui dévaluerait l'image de marque de ses produits, en vertu du traité bilatéral d'investissement signé entre la Suisse et l'Uruguay.

## Contexte: la politique uruguayenne envers le tabac
En 2006, sous la présidence de Tabaré Vázquez, l'Uruguay entame une politique anti-tabac. Une première loi entrant en vigueur le 1er mars 2006 interdit de fumer dans les lieux publics fermés, faisant ainsi du pays le premier d'Amérique latine à mettre en place une telle restriction. En mars 2008, une nouvelle loi fixe six stratégies afin de lutter contre le tabagisme, incluant notamment des messages et images d'avertissement recouvrant 80 % des paquets, l'augmentation des taxes, l'obligation d'une présentation unique pour chaque marque et l'interdiction de la publicité sur le tabac. Enfin, le gouvernement met en place une campagne d'information sur les effets du tabac.
Selon le gouvernement uruguayen, entre 2006 et 2010, le taux de fumeurs dans le pays est passé de 50 à 31 %.

## Plainte

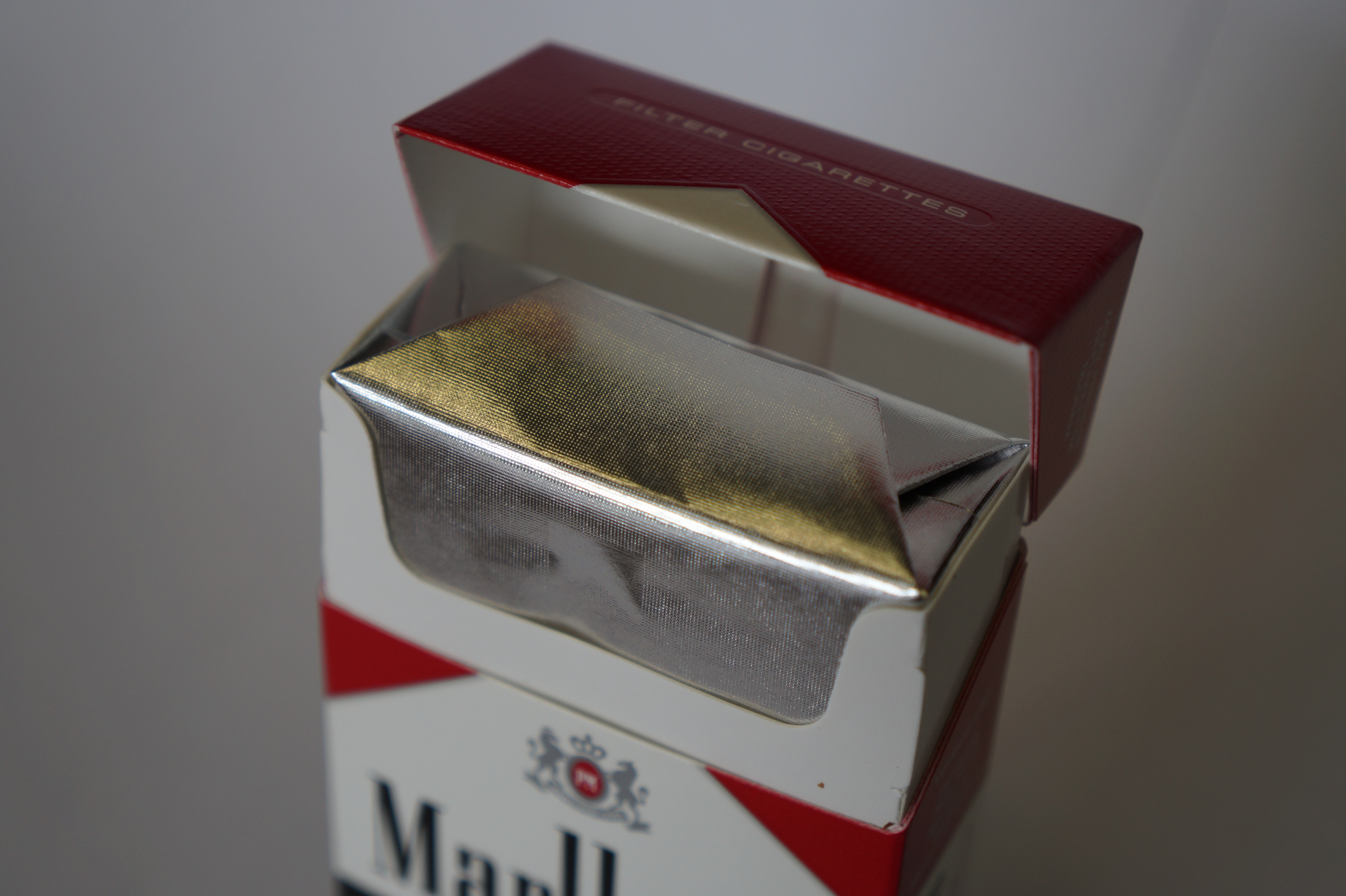
Paquet de cigarettes de Philip Morris

Le 19 février 2010, Philip Morris International, un des leaders du marché du tabac, attaque le pays devant le Centre international pour le règlement des différends relatifs aux investissements. Ainsi, un tribunal arbitral a été formé avec un arbitre nommé par chacune des parties, à savoir un pour la partie plaignante (Philip Morris Products SA, FTR Holding SA et Abal Hermanos SA) et un autre pour le gouvernement uruguayen. Enfin, le président du tribunal est élu par les deux autres arbitres. 
Morgan Rees, le directeur de la communication de Philip Morris, a déclaré ne pas « avoir eu le choix » et a précisé avoir tenté de négocier avec le gouvernement sans succès. Le président Vázquez a pour sa part déclaré en novembre 2010 que Philip Morris entendait faire de l'Uruguay un exemple pour intimider les autres pays de prendre de telles mesures anti-tabac. La multinationale a également engagé des poursuites similaires contre l'Australie et la Norvège.

## Décision
Le 2 juillet 2013, le tribunal s'est déclaré à l'unanimité compétent pour traiter de l'affaire, malgré les arguments du gouvernement uruguayen s'y opposant.
Le 8 juillet 2016, le tribunal rend sa décision en faveur de l'Uruguay, et condamne Philip Morris à payer 7 millions de dollars à ce pays, et la totalité des frais de justice.